# モリヤマ (広島県)
 株式会社 モリヤマ （英文社名：Moriyamaya Co.,Ltd.）は、広島県福山市に本社を置く、スーパーマーケットチェーンである。オール日本スーパーマーケット協会加盟企業。
昭和41年創業。かつては、福山市内に数店舗、岡山県倉敷市へも出店していたが、現在は多治米店1店舗のみとなっている。

## 沿革
- 1966年 - 10月、有限会社もりやまストアー設立。もりやまストアー手城店開店。
- 1978年 - 2月、セルコ駅家店開店。
- 1984年 - 4月、有限会社もりやまストアーを組織変更し、株式会社モリヤマを設立。
- 1989年 - 11月、多治米ショッピングモール株式会社設立。
- 1991年 - 11月、多治米ショッピングモールボンズ多治米店開店。
- 1994年 - 7月、エム・バリュー開店。
- 1997年 - 11月、エム・バリュー茶屋町店開店。
- 2011年 - 10月、エム・バリュー茶屋町店閉店[2]。
- 2017年 - 9月、エム・バリューを全面改装、エム・バリューブランドを廃止して、スマイルキッチン多治米店として事業を継続。[3]

## 店舗
広島県福山市
スマイルキッチン多治米店 - 福山市多治米町1-15-3（多治米ショッピングモール内）

### かつて存在した店舗
岡山県倉敷市
エム・バリュー茶屋町店 - 倉敷市茶屋町601-2